# 新加坡飲食

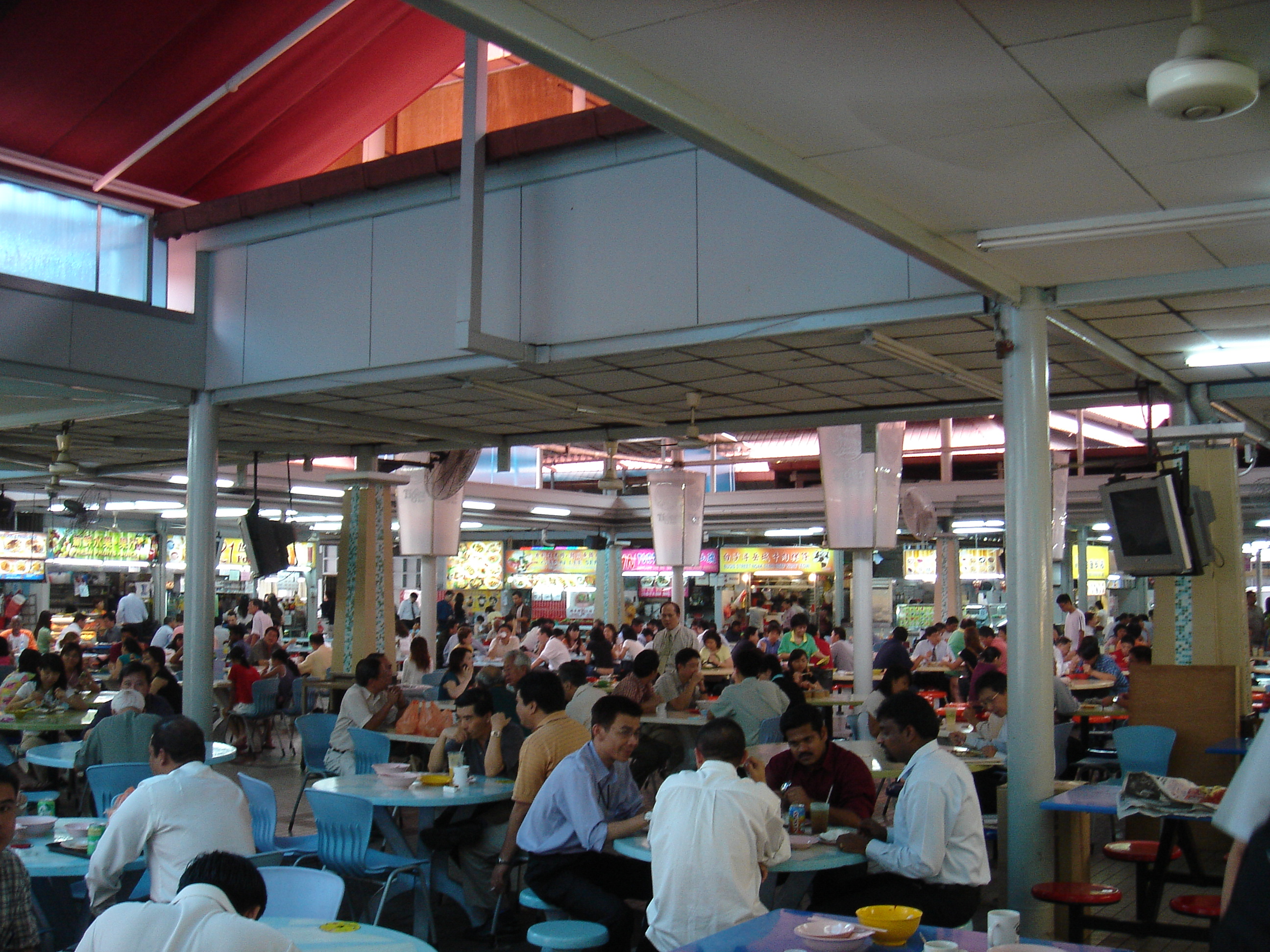
位於新加坡勞明達的熟食中心

由於新加坡的地理位置，新加坡飲食同时反映出新加坡与马来西亚两国文化，與两国文化的多樣性，來自中國、印尼、印度、土生華人、越南、柬埔寨、菲律賓、緬甸，以及來自十九世紀英國所帶來的西方移民傳統（特別是英語和一些葡萄牙語影響的歐亞，被稱為基斯）所產生的相互影響。
各族群除了帶來原有的飲食文化外，甚至融合出新的特色。在新加坡的小販攤檔中，即可見得此一現象：華裔廚師受到由印度文化的影響，可能會嘗試多樣化的調味品及配料，如羅望子、薑黃和酥油；而印度廚師則可能提供炒麵等菜，足以顯示全球化的現象，進一步影響新加坡的飲食習慣與料理方式。

## 常见的主要菜肴和小吃

### 華人

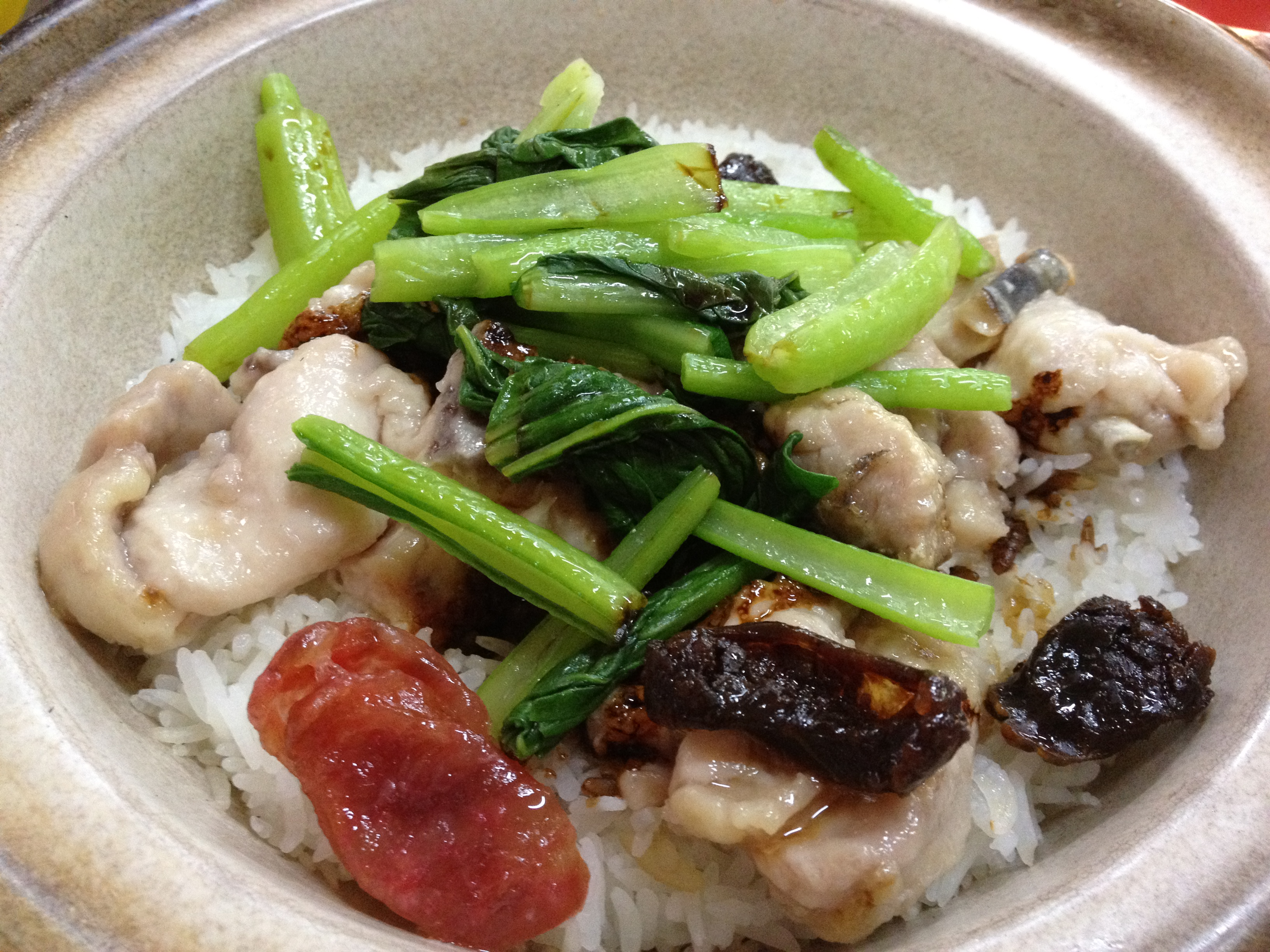
新加坡砂煲鸡饭

这些许多菜是由早期的來自中国南方移民（包含閩南人、潮州人、廣東人、客家人、海南人等民系）带到新加坡，并调整口味，以适应当地的情况。由于受到马来人、印度人及其他種族的影响，并不能严格被视为主流的中国菜，通常屬於中國菜的一個海外沿伸分支，就像是越南的明鄉菜一樣。
大多數新加坡的中國菜餚的名稱均來自中國南方的方言，最常用的方言是閩南話中的福建泉漳話。由於中國南方方言因為是以口述的方式轉進拉丁字母音，它們通常用不同的方言唸法腔調來敘述相同的菜色，例如Bah Kut Teh也被稱作Bak Kut Teh、Char Kway Tiao也被稱作Char Kuay Teow，等等例子多到數不完。另外一個常見的例子是福建漳州話的Ngo Hiang (五香)，而福建泉州話則之為Ngo Hiong。
- 肉骨茶（Bak kut teh）：即排骨汤，使用各种中药及香料製成。
- 肉粽（Bak Chang）：即糯米粽，通常充满了猪肉、香菇炖鸡蛋、蒸竹叶。原产地在中国，也存在於娘惹料理。
- 肉脞麵（Bak chor mee），即肉燥麵。
- 板麵（Ban mian）：手工制作的扁面条佐以蔬菜、肉末、香菇切片，并配上鳀鱼鸡蛋（江鱼仔）的汤；面的变化是常见的，拌面通常是指扁、长面条；米粉kuay（中文）是指方形的米条。
- 幼麵（You mian），是指薄的面条。
- 菜頭粿（Chai tow kway）：也被称为炒粿、萝卜（或萝卜）蛋糕，是以肉丁煸炒大蒜、鸡蛋、切碎的腌制萝卜，还有黑色（黑甜酱油）或白色（咸味）的版本，有时还会加辣椒酱。
- 炒粿條（Char kway teow）：厚、扁米条炒深色酱油虾、鸡蛋、豆芽、鱼饼、蚶、绿叶蔬菜、中国香肠，并配一些猪油。

其他受中國菜影響的菜餚有叉燒飯、叉燒麵、豬腸粉、粥、水粿、砂煲雞飯、咖喱雞麵、醉蝦、鴨飯、蛋撻、魚丸麵、魚頭米粉、炒飯、海南雞飯、蝦麵、蝦醬雞、福建炒蝦麵、河粉、蚝煎（就是閩南語的蚵仔煎）、豬雜湯、薄餅。

### 馬來人
- 蝦醬
- 咖哩角
- 馬來粽
- 印尼炒飯
- 烏打
- 椰浆饭（Nasi Lemak）：在汶莱、马来西亚与新加坡很常见到的一道外食便飯。
- 馬來炒麵（Mee goreng），通常不添加豬肉。
- 叁巴醬
- 沙嗲

### 印度人

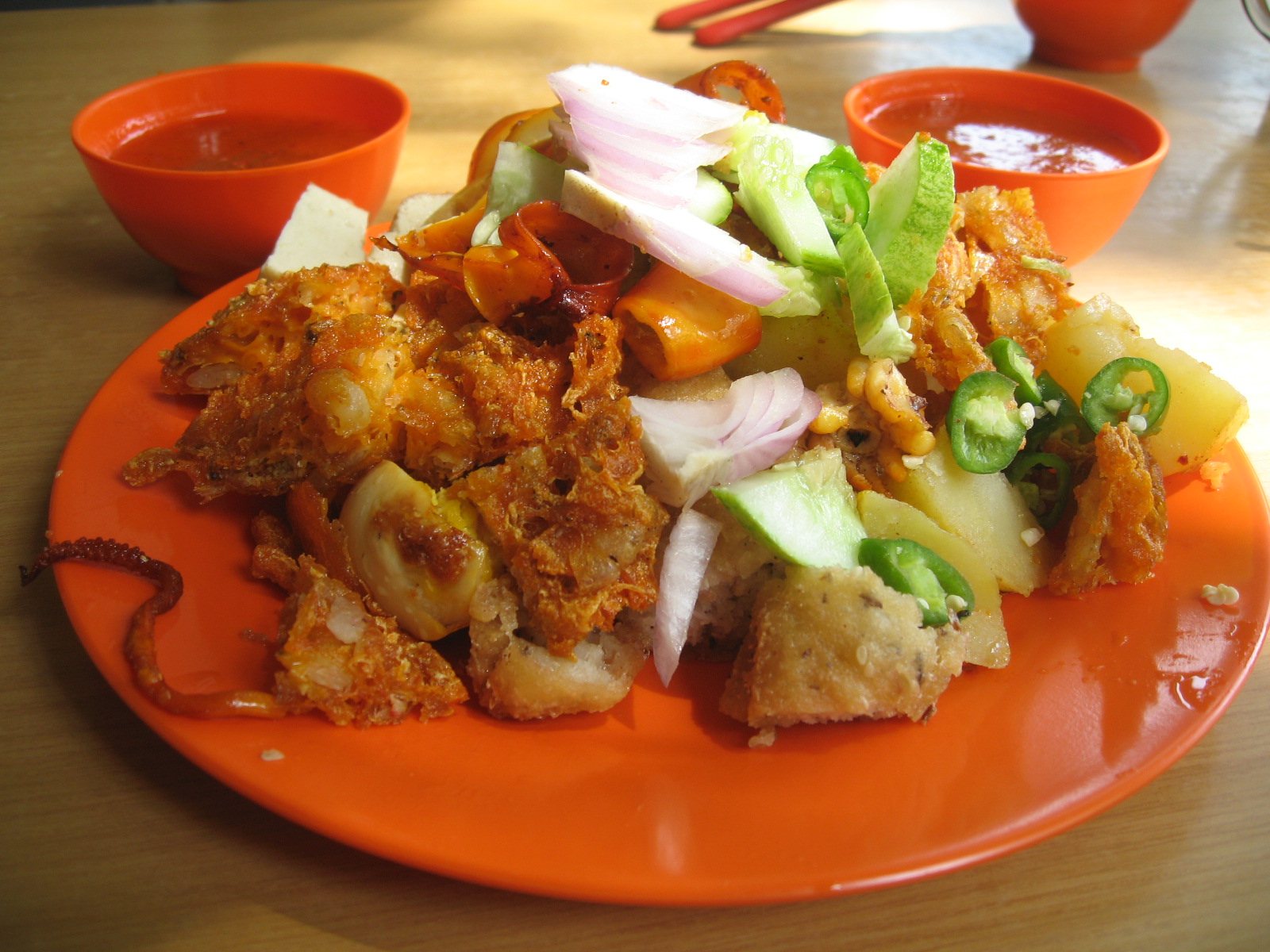
新加坡的印度囉喏，一種蔬果沙拉

- 咖哩
- 囉喏
- 饢
- 印度香飯
- 印度煎餅
- 饢坑

### 跨族群
下面列出可被看作是真正的混合或多民族的食物：
- 黑果焖鸡（Ayam buah keluak），一種娘惹香料炖鸡的菜餚，使用香料炖鸡，并配上東南亞特有的黑色堅果。
- 咖哩魚頭

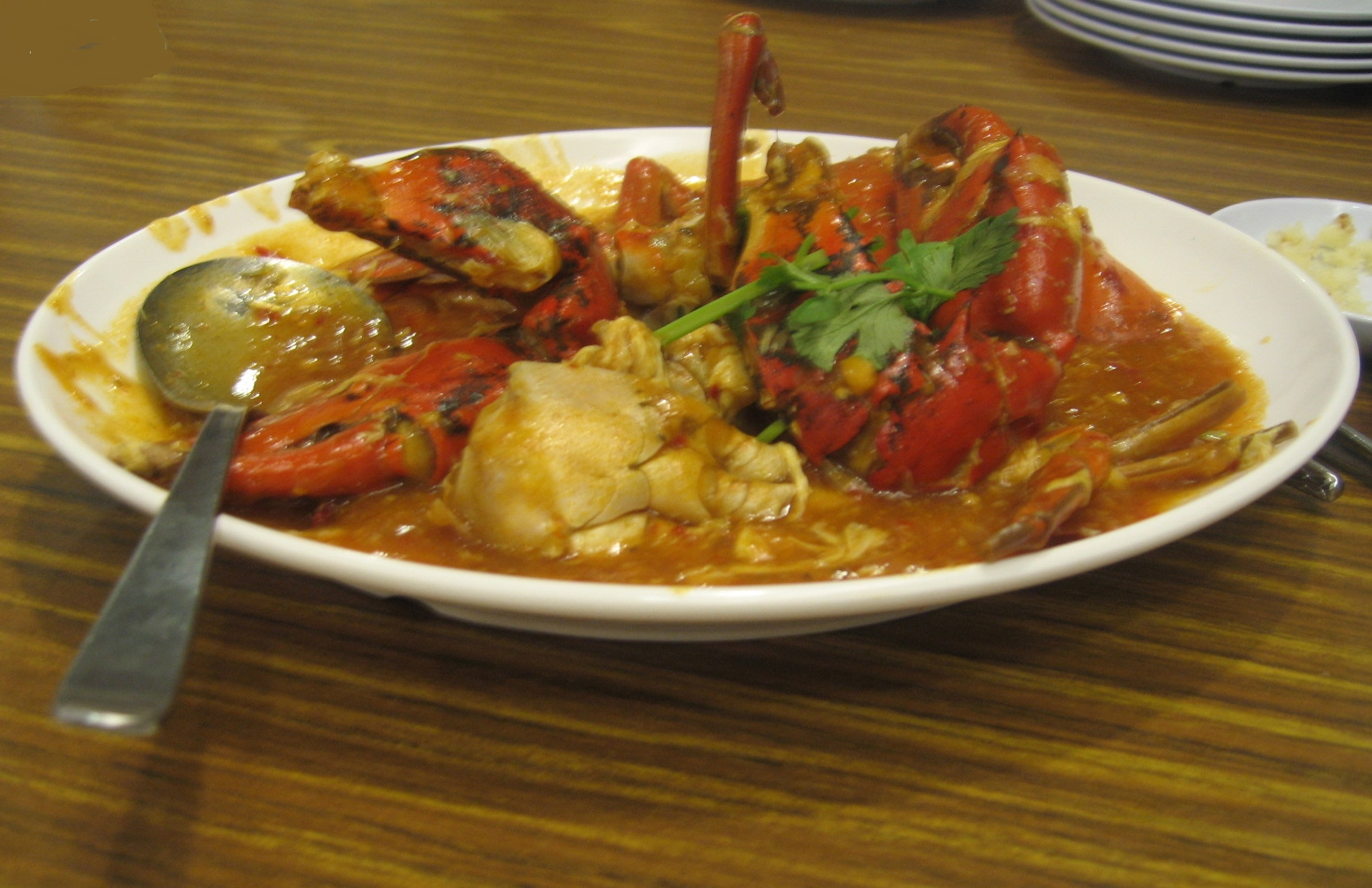
一道吃到一半的辣椒螃蟹

- 海鮮：魚類，蘇東（魷魚）、黃貂魚、螃蟹、龍蝦、蛤和牡蠣。
- 黑椒螃蟹：煮熟的硬殼蟹，淋上黑胡椒醬。
- 辣椒螃蟹：螃蟹通常選用來自斯里蘭卡的螃蟹，煮熟硬殼蟹後，淋上主要是厚厚的番茄與辣椒調製而成的肉汁。
- 西餐：常見的暢銷新加坡菜，如牛排、雞肉、或羊排、魚和魚片、混合燒烤、烤豆、雞肉餡派、香腸卷、炸雞翅和芝士薯條，通常被發現於新加坡的小販中心和食閣。

## 水果

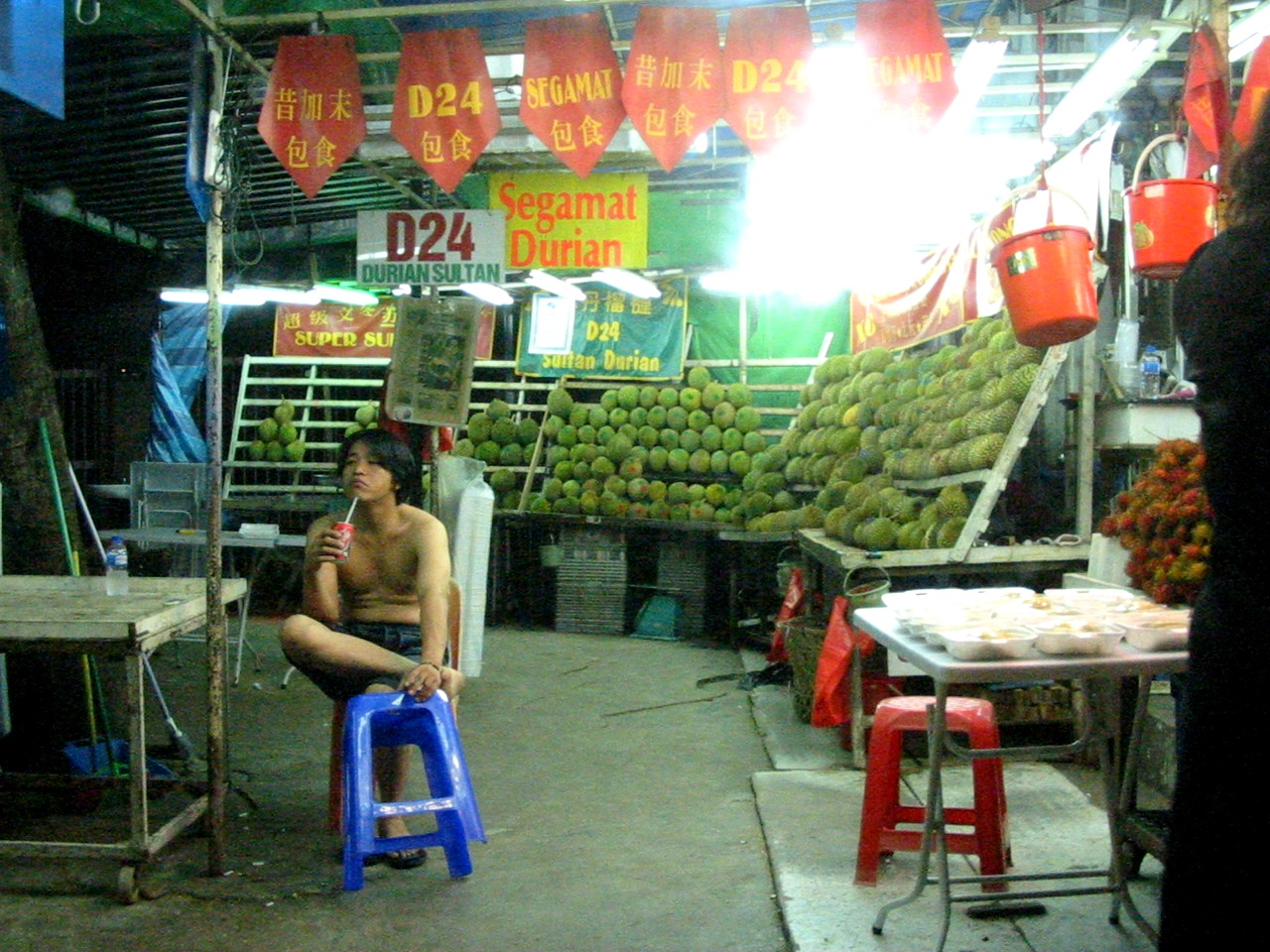
一間在新加坡的賣榴蓮的檔啊(福建閩南話發音，意思是攤位)

一年四季都有各種各樣的熱帶水果，雖然他們大多數都是從鄰國進口。到目前為止，最知名的是榴蓮，眾所周知地被譽為“水果之王”，從在其尖尖的綠色或褐色外殼及奶黃色的果肉之中，其產生的特殊氣味。然而，儘管其受歡迎程度，榴蓮因為其強烈的氣味，禁止被帶上任何公共交通工具上、某些酒店以及公共建築。 
其他受歡迎的熱帶水果，包括山竹、菠蘿蜜、龍眼、荔枝、紅毛丹、和鳳梨。有些水果也被當用作其他菜肴的原料，如：冰镇甜品、糖醋猪肉、以及某些类型的蔬果沙拉，如囉喏。

## 甜點

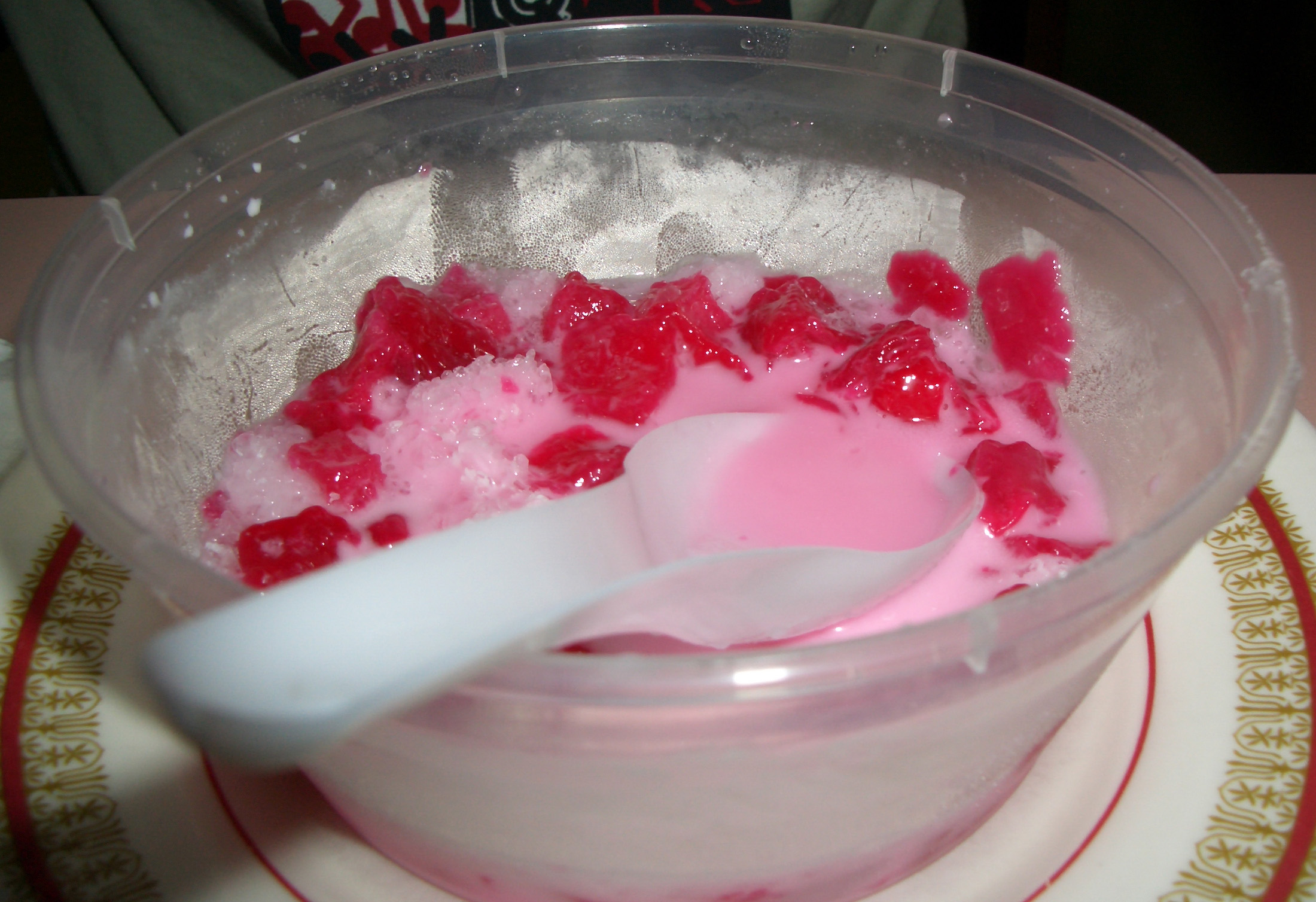
紅寶石冰品

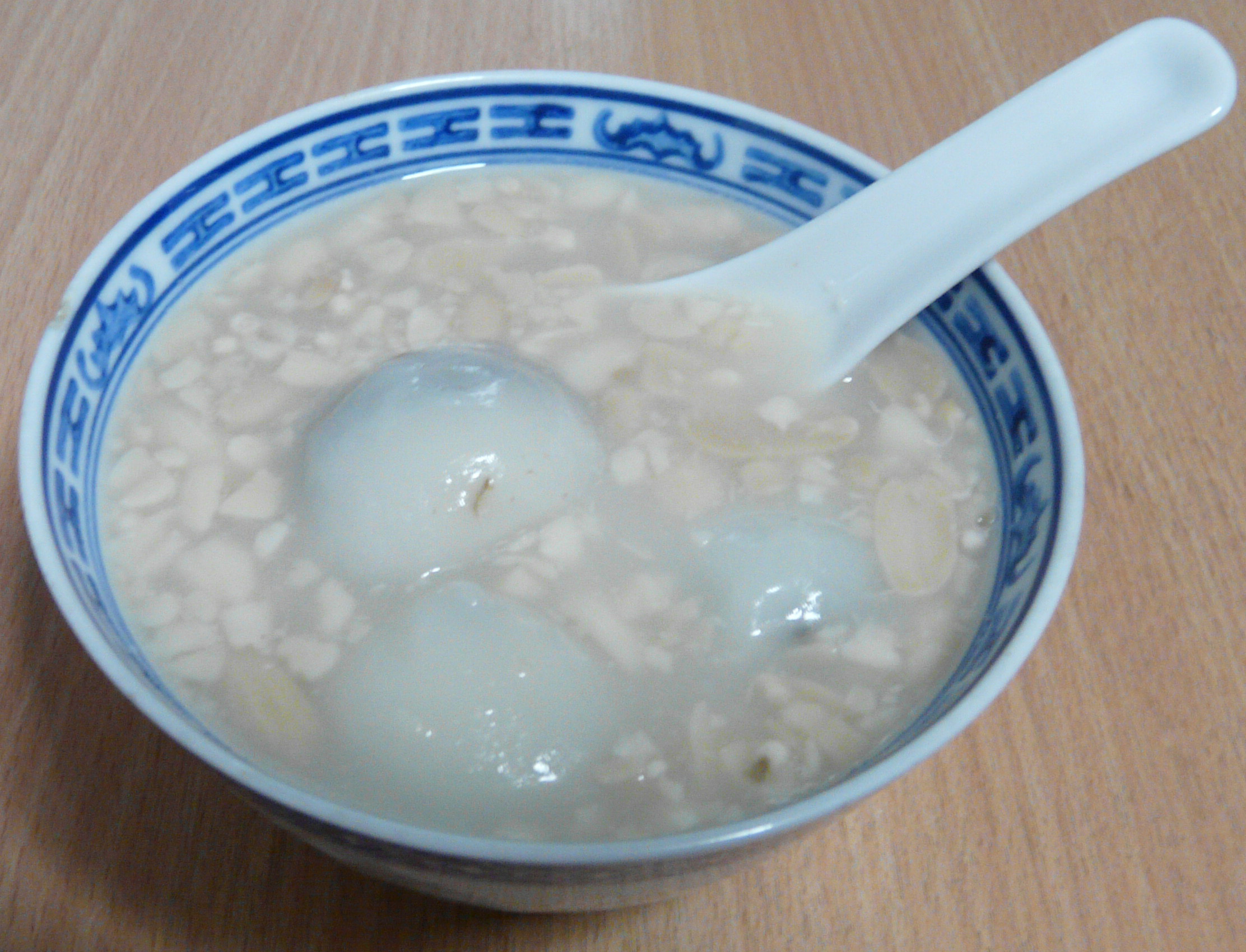
圖片是花生湯及湯圓

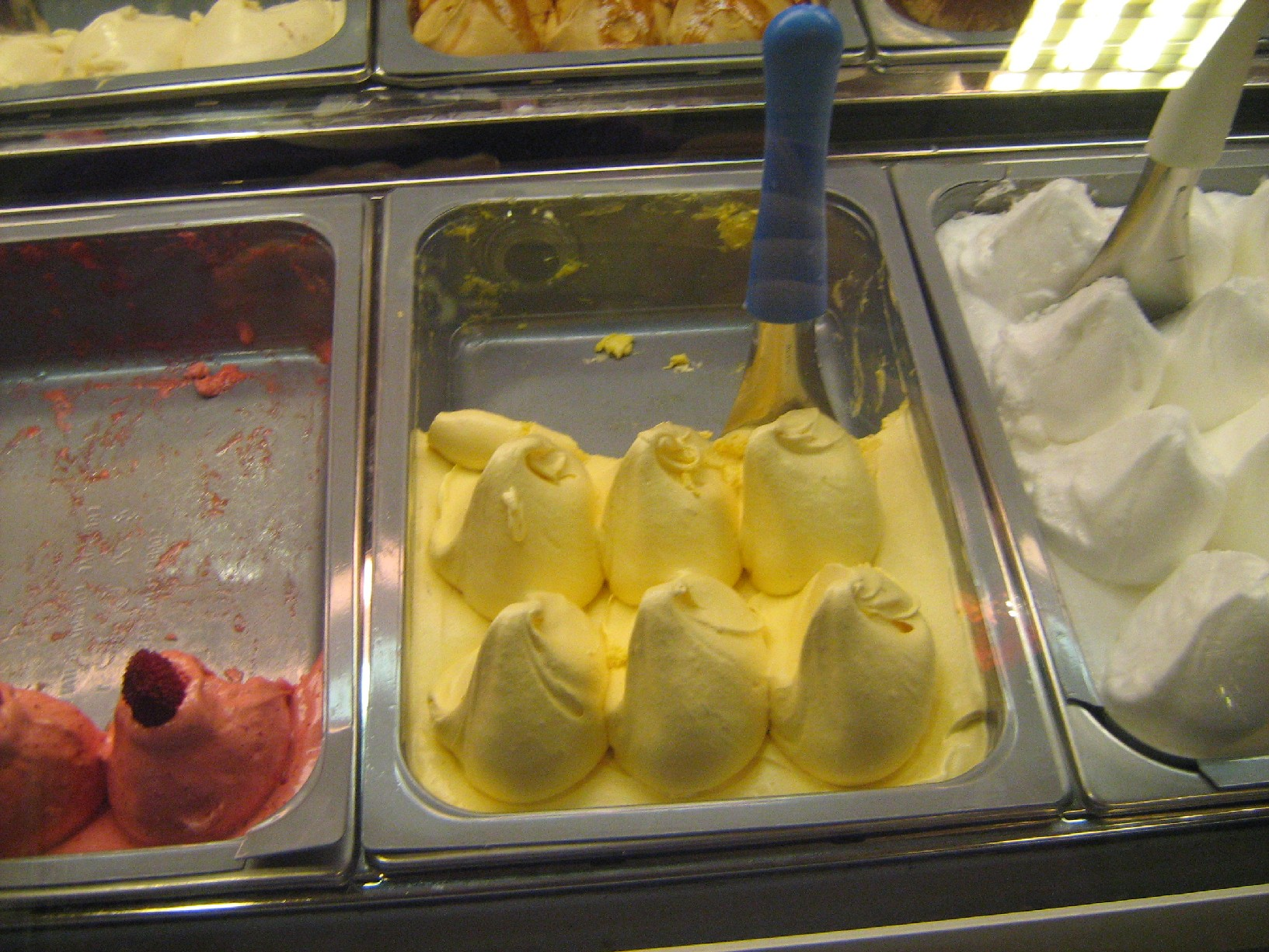
逸夫樓地下室美食廣場的一間賣意大利冰淇淋（雪糕）

新加坡甜品有著不同的歷史，可以在每一個小販中心與食閣在該地區被發現。A檔通常有大量的各種甜品出售。

## 飲料
受歡迎的新加坡飲料包括：

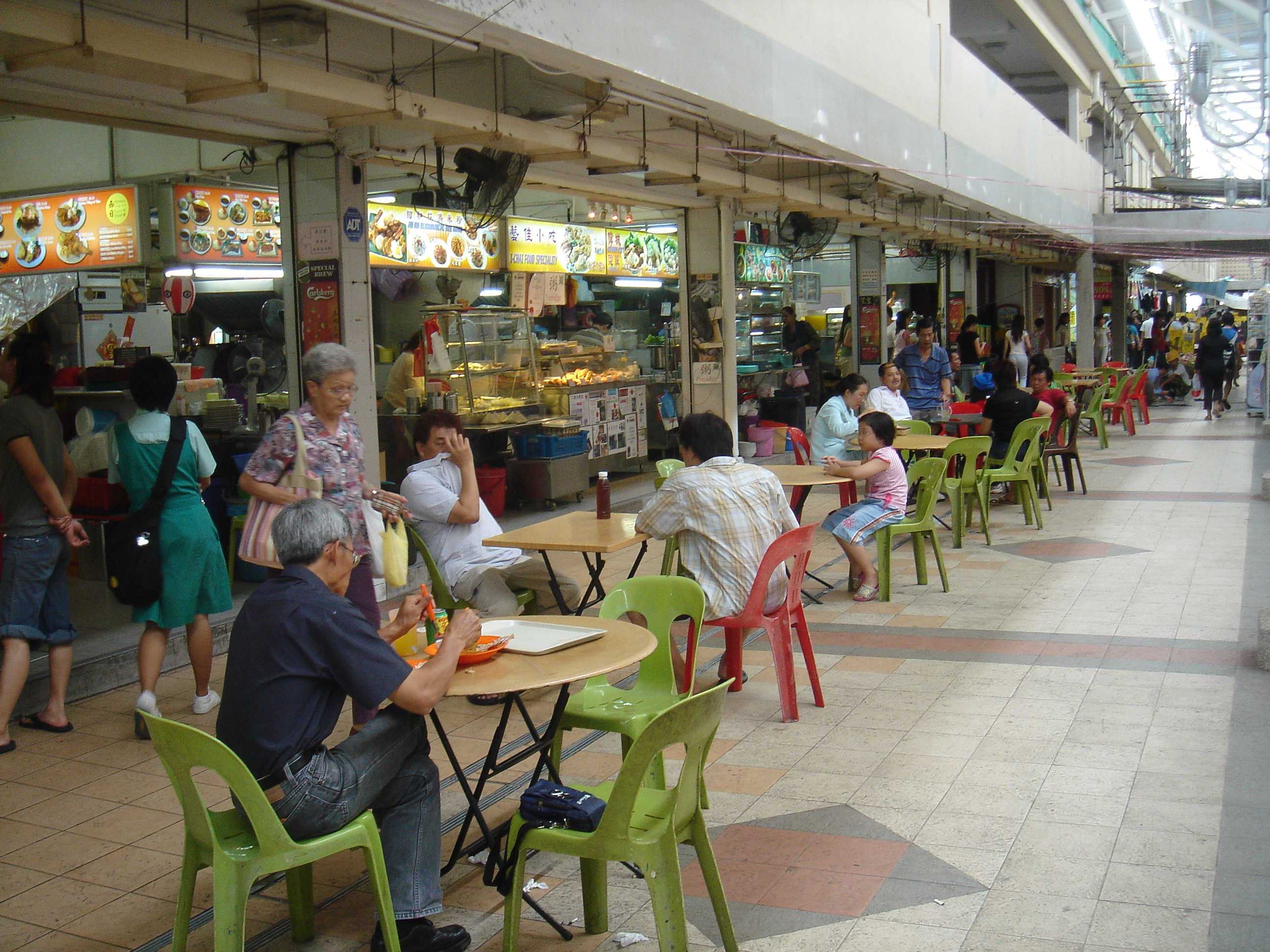
一間典型的新加坡開放式咖啡店

- Chin chow drink：仙草水，甜的仙草飲料。
- Lemon barley drink：柠檬薏米水。
- Water chestnut drink：马蹄水，就是荸薺飲料。
- Soya bean milk：豆奶/豆花水，就是大豆豆漿。
- Chrysanthemum tea：菊花茶。
- Bandung：一種添加玫瑰糖漿的淡牛奶。

## 咖啡
- Kopi：咖啡加煉乳。

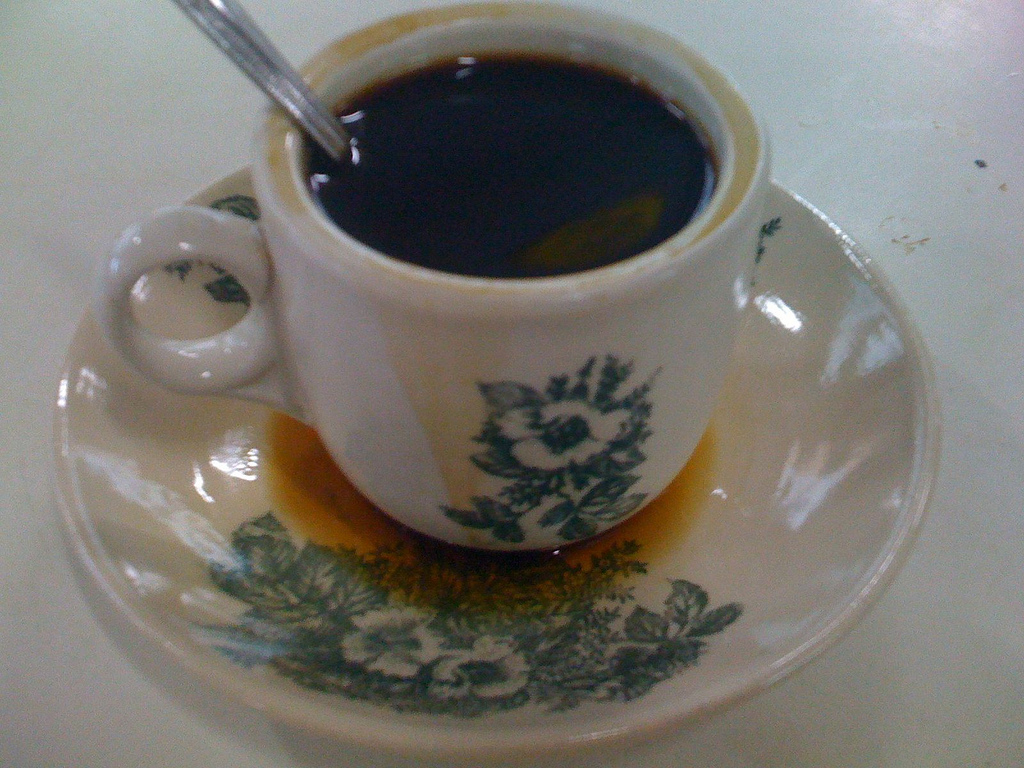
馬來西亞與新加坡一帶的傳統黑咖啡(Kopi O,咖啡烏)

- Kopi-gau：強沖泡咖啡加煉乳，“gau”（中文）在福建閩南话的意思是“厚”。
- Kopi-poh：弱沖泡咖啡加煉乳，“poh”在福建閩南话的意思是“薄”或“冲淡的”。
- Kopi-C：咖啡加淡奶和糖。

## 以“新加坡”為名的新加坡罕見飲食
- 星洲炒米，這道菜通常出現在香港或西方的外賣店。
- 新加坡司令，一種雞尾酒，虽然发明于莱佛士酒店，并仍然可以找到，然而不会轻易在新加坡其他大多数酒吧中发现。
- 星州炒粿條，常見於一些加拿大、美国的中国餐馆，但在新加坡找不到。

## 圖集

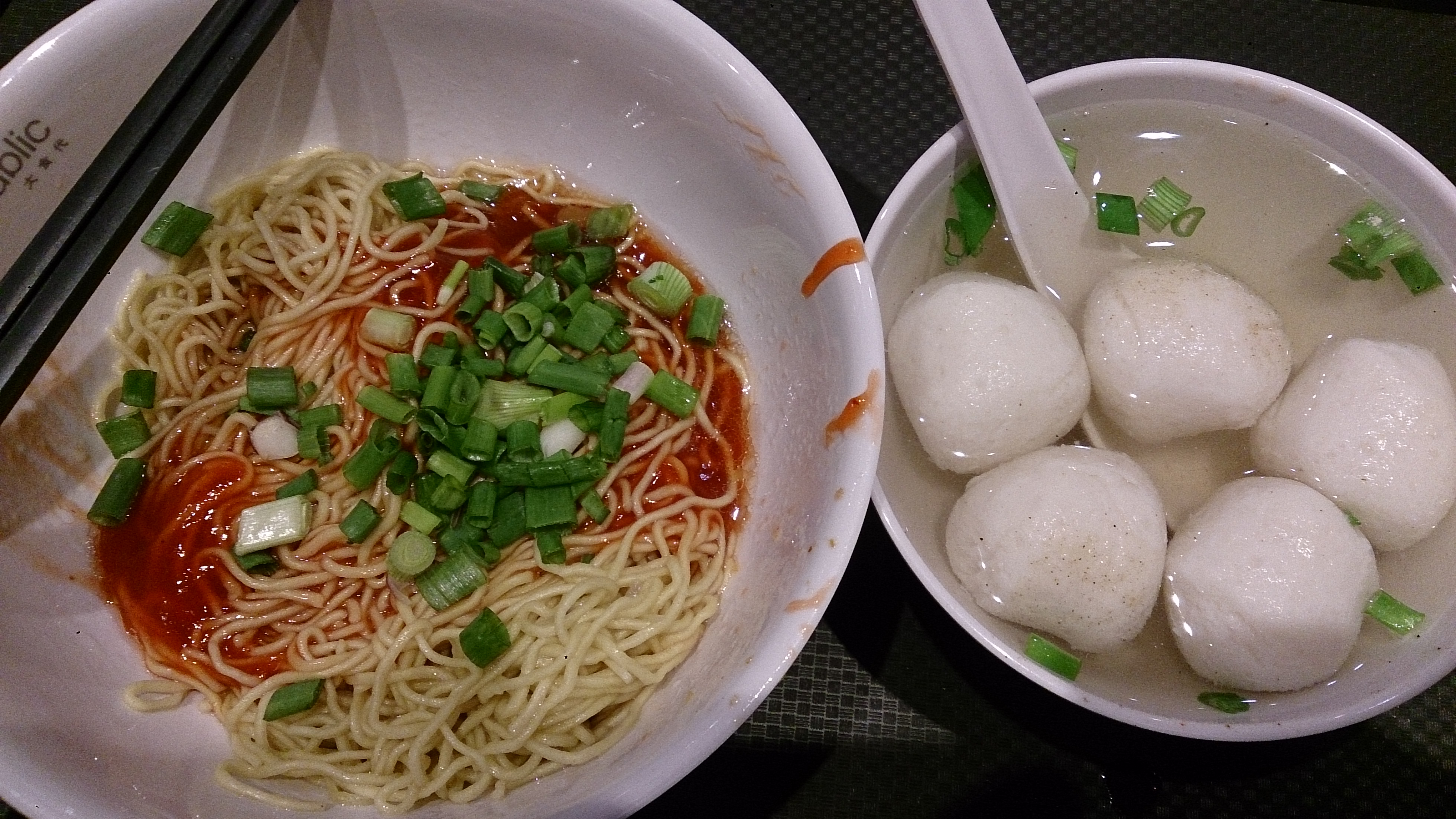
魚丸麵
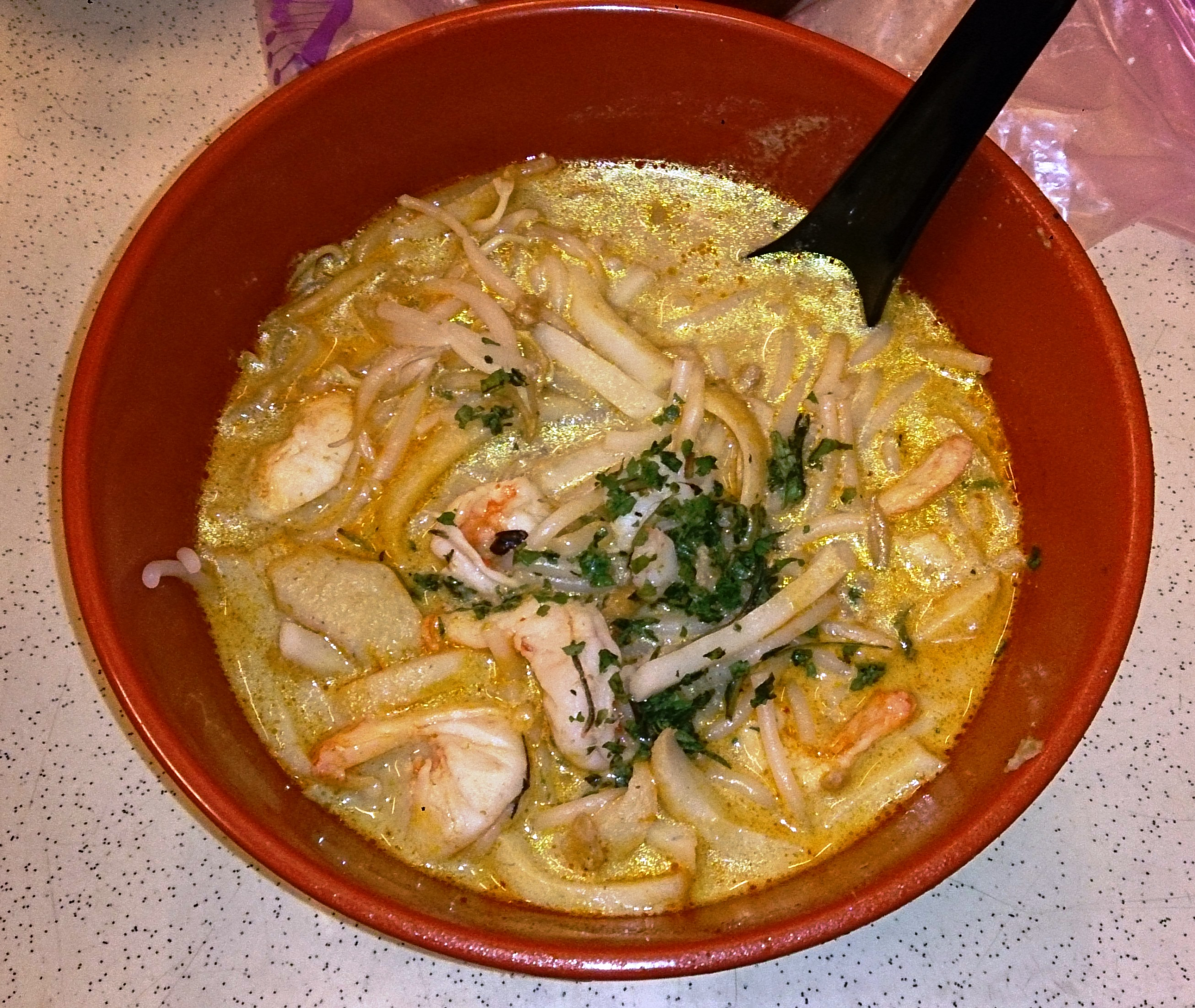
叻沙
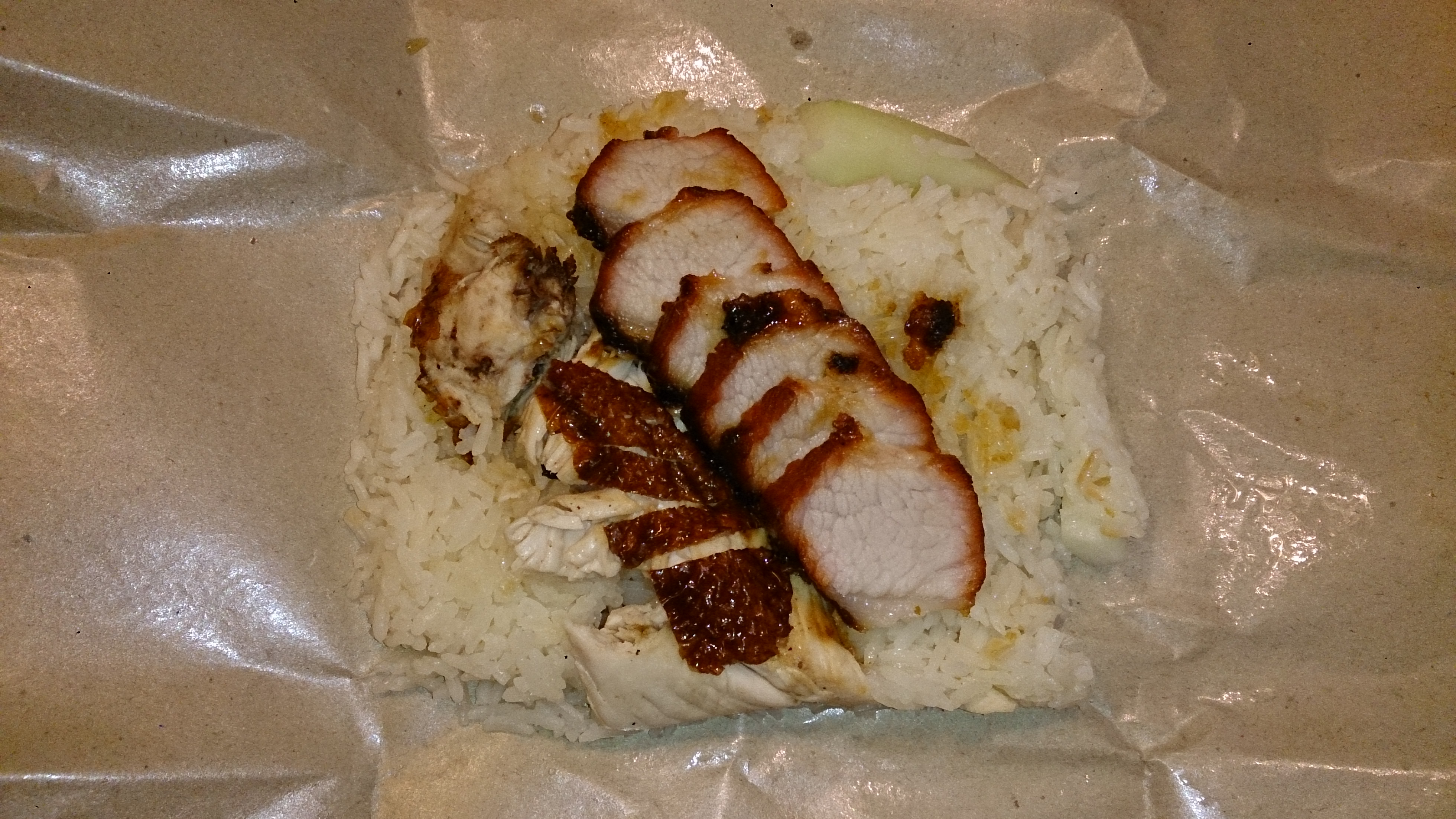
雞飯
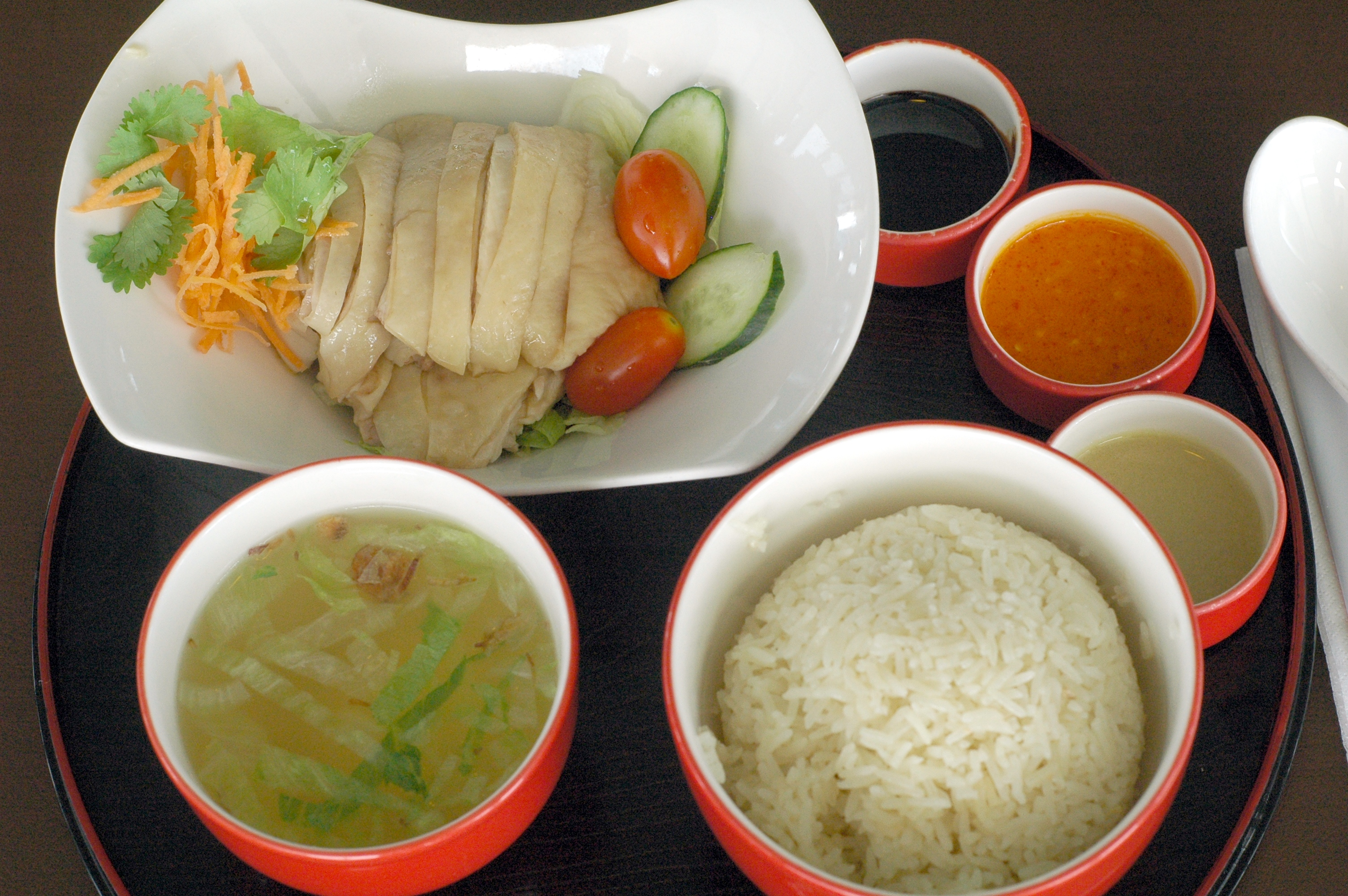
海南雞飯
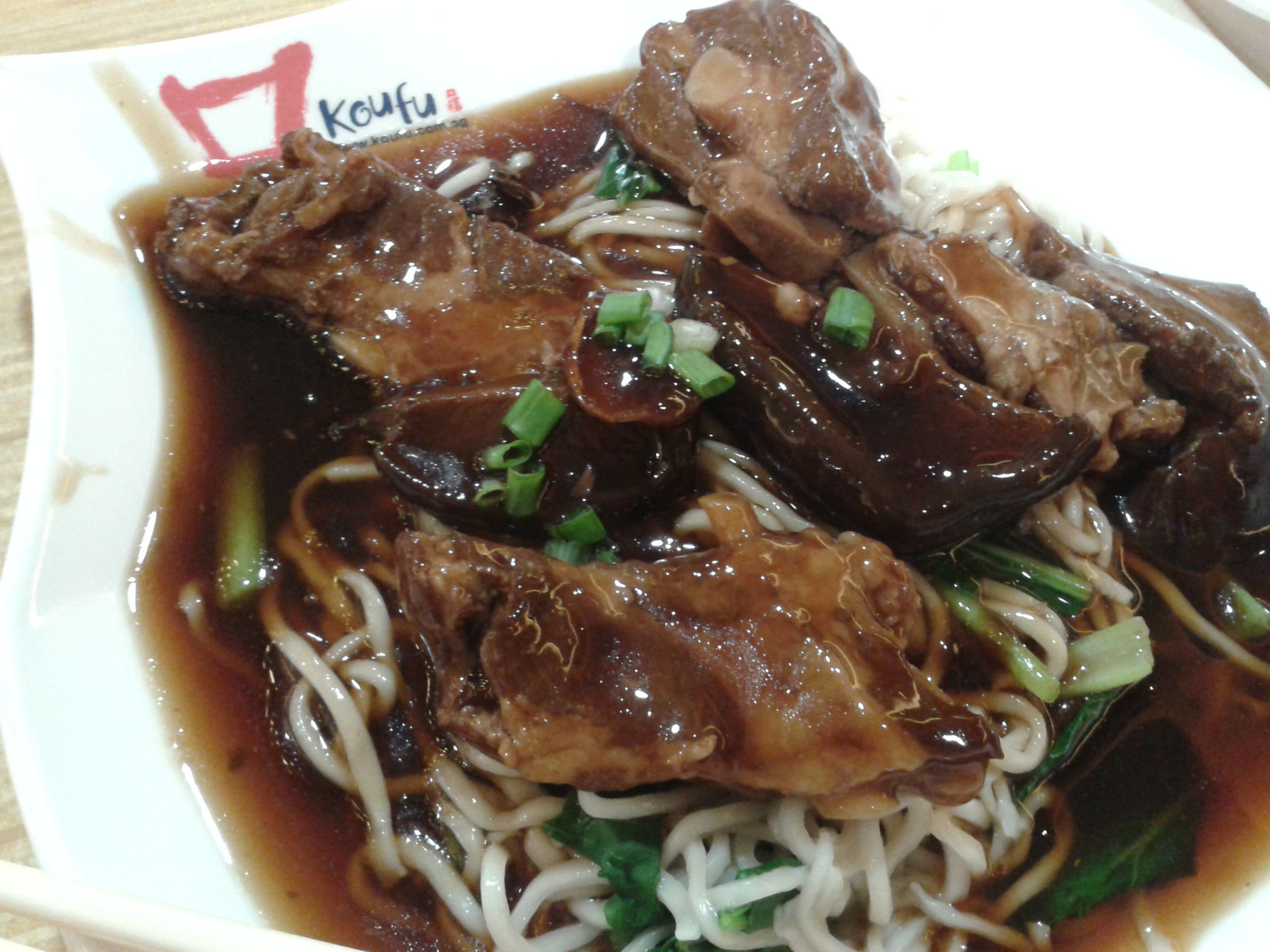
紅燒排骨蘑菇麵
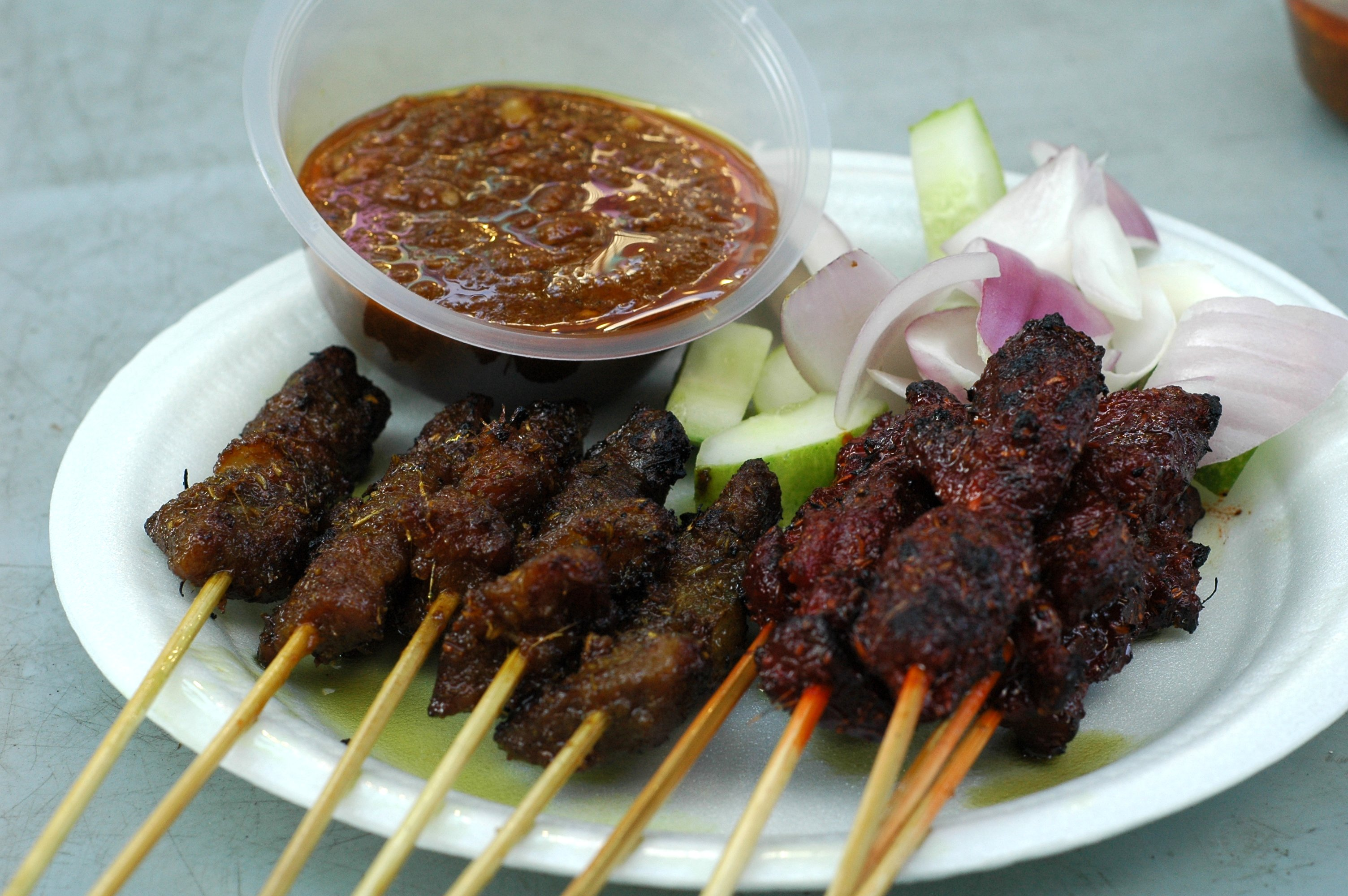
沙嗲
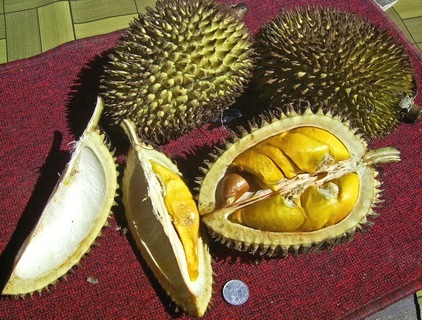
榴槤
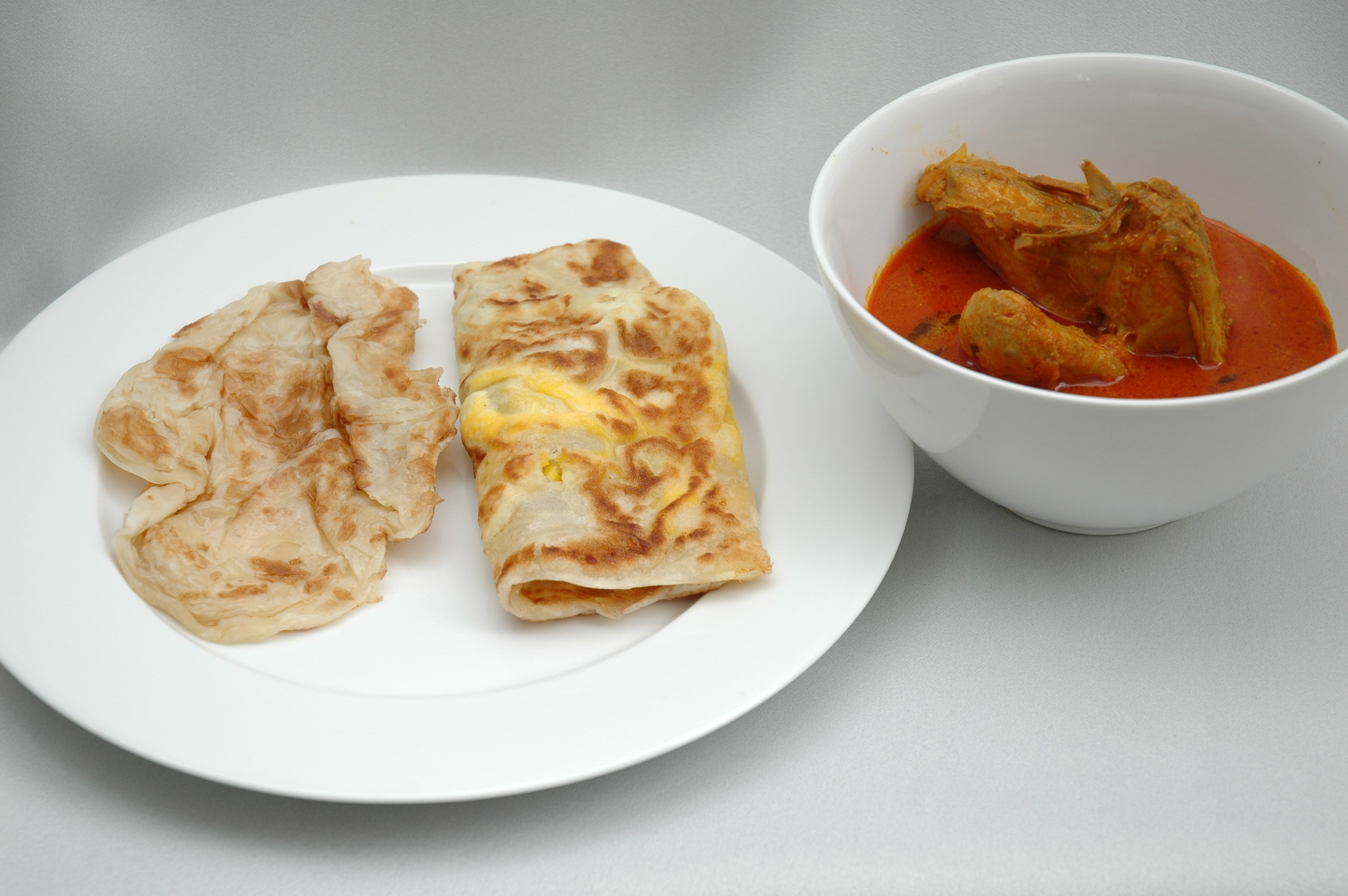
印度甩餅（印度煎餅）

## 外部連結
- Where to find the best hawker food in Singapore that are highly regarded by foodies （页面存档备份，存于）
- Singapore dining guide （页面存档备份，存于）
- Islamic Religious Council of Singapore Halal Dining Info （页面存档备份，存于）
- Singapore dining blog （页面存档备份，存于）
- Singapore's six must try foods （页面存档备份，存于）